# Lasioglossum uyacicola
Lasioglossum uyacicola är en biart som först beskrevs av Cockerell 1949.  Lasioglossum uyacicola ingår i släktet smalbin, och familjen vägbin. Inga underarter finns listade i Catalogue of Life.